# 邢伟志
邢伟志（1955年—），山东莒南人。男，汉族。加入中国共产党。陆军指挥学院合成指挥专业毕业。中国人民武装警察部队少将警衔。
长期在武警部队服役，曾担任过武警新疆生产建设兵团指挥部主任、武警新疆总队副总队长等职。2010年，任武警甘肃总队总队长，其后改任武警甘肃总队司令员。2013年11月19日，时任武警部队副司令员薛国强中将宣读了国务院、中央军委命令，时年58岁的武警甘肃省总队原司令员邢伟志少将退休。其后有媒體指邢氏因嚴重違紀被查

2013年，当选第十二届全国人民代表大会甘肃地区代表。因工作变动，2016年4月辞去全国人大代表职务。